# Six Jours de Burnaby
Les Six Jours de Burnaby (Six days of Burnaby en anglais) sont une course cycliste de six jours disputée à Burnaby, au Canada. Trois éditions ont lieu entre 2006 et 2008.

## Palmarès
| Année | Vainqueur                  | Deuxième                      | Troisième                    |
| ----- | -------------------------- | ----------------------------- | ---------------------------- |
| 2006  | Marsh Cooper Cameron Evans |                               |                              |
| 2007  | Zachary Bell Svein Tuft    | Kenny Williams Tyler Farrar   | Austin Carroll Cody O'Reilly |
| 2008  | Zachary Bell Svein Tuft    | Michael Friedman Colby Pearce | Kenny Williams Kirk O'Bee    |